# 東門商業區

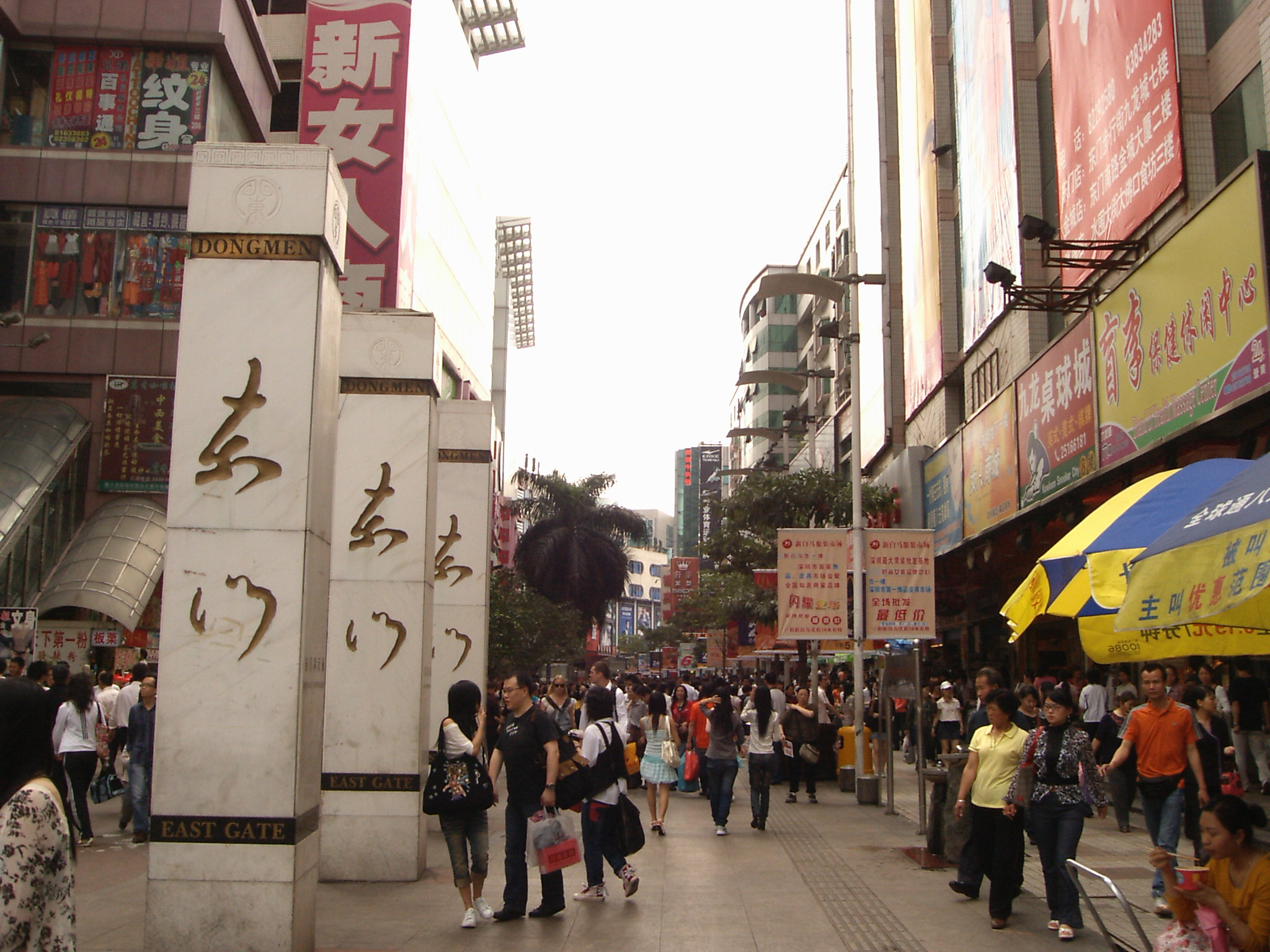
东门步行街街口的石柱

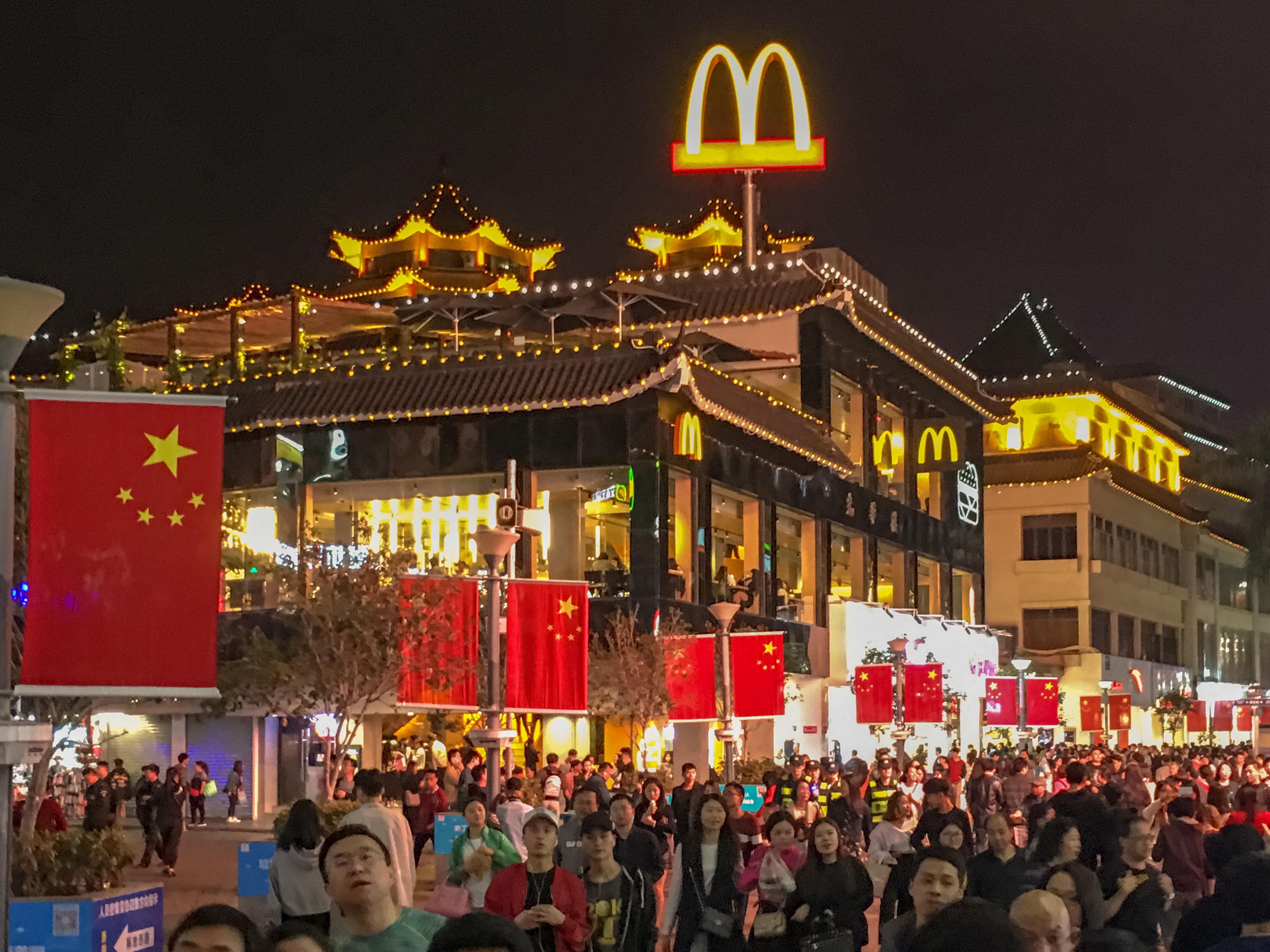
東門商業區；中前方為中國第一間麥當勞

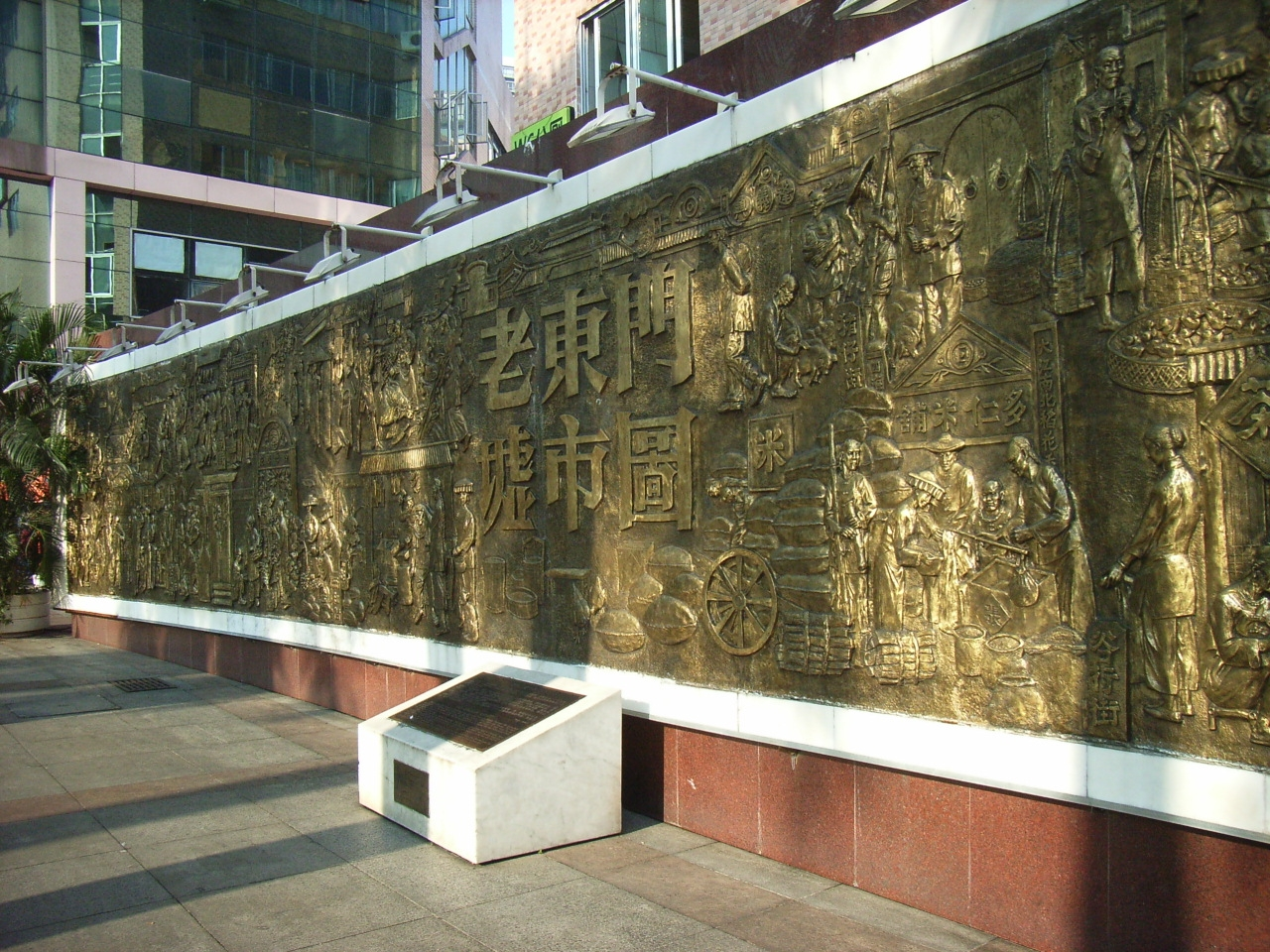
老東門墟市浮圖

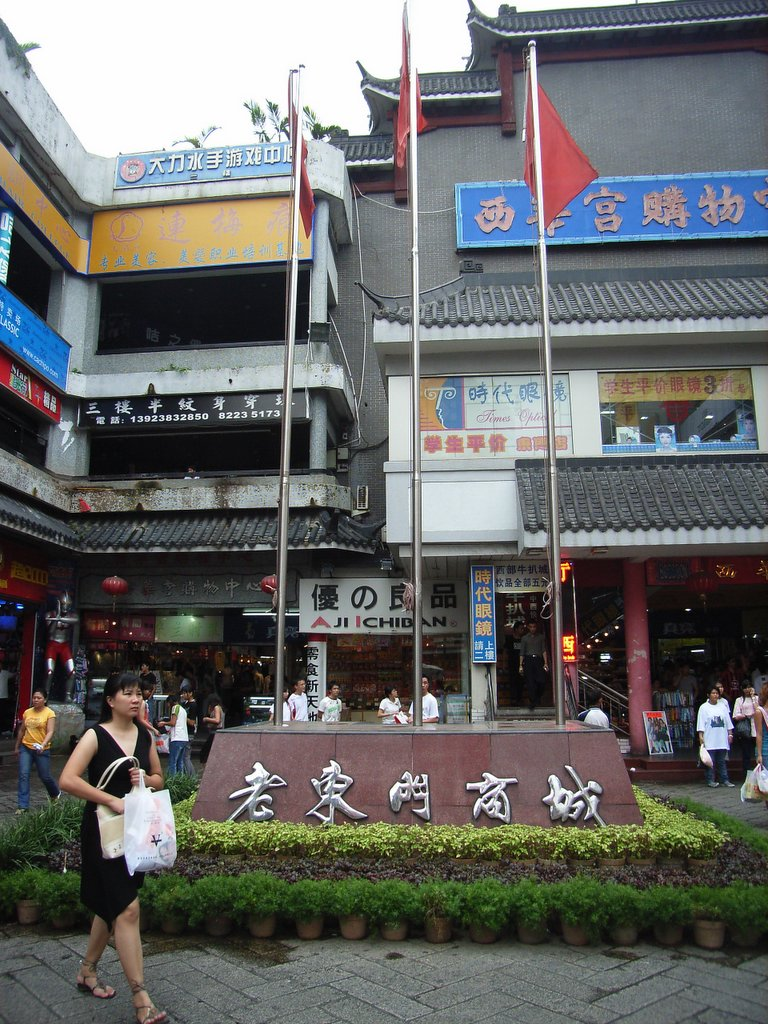
老東門的地標

東門商業區，又名東門步行街、東門老街或東門町。位於中國廣東省深圳市羅湖區，是深圳市最早發展的一個零售性質商業區，始建于1990年代初。東門老街範圍包括深南东路以北，立新路以南，新园路以东，东门中路以西的約18万平方米区域。
東門商業區內主要的商厦有茂业百货广场、太陽百貨、旺角购物中心、天龙商业城、新鸿基商业中心、中海商业城、DDM mall（深圳百货广场）、九龙城、越港商业中心、宝华楼、西华宫等。
商業區內有多家大型、全國性，甚至國際性的百貨公司、超級市場，包括大家樂、必勝客、肯德基、麥當勞、扒王之王及百佳等。區內有中國大陸第一間麥當勞餐廳，於1990年10月8日開業。開業當天曾出現購餐隊伍由二樓延伸到一樓的場景。
區內有一座明代深圳望族张姓宗祠，名為思月書院，現在改作賣字畫、文具的小店子。
東門老街有多條公交路線途經，深圳地鐵1號線和3號線換乘的老街站亦設於此区域。

## 歷史

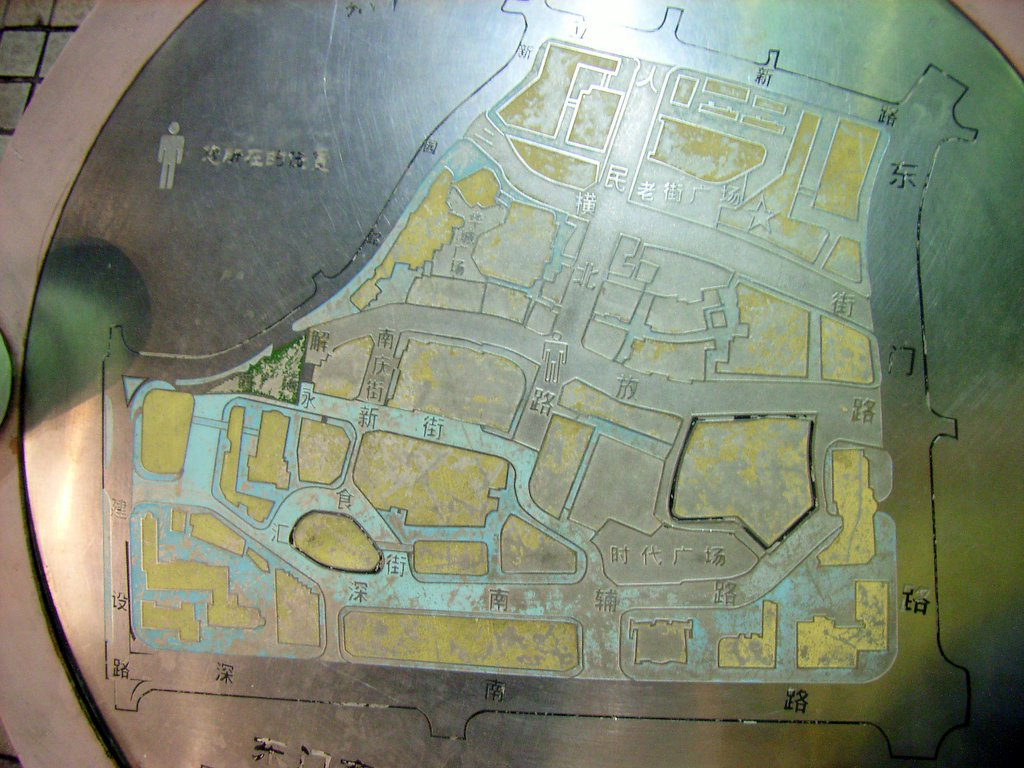
老街地圖
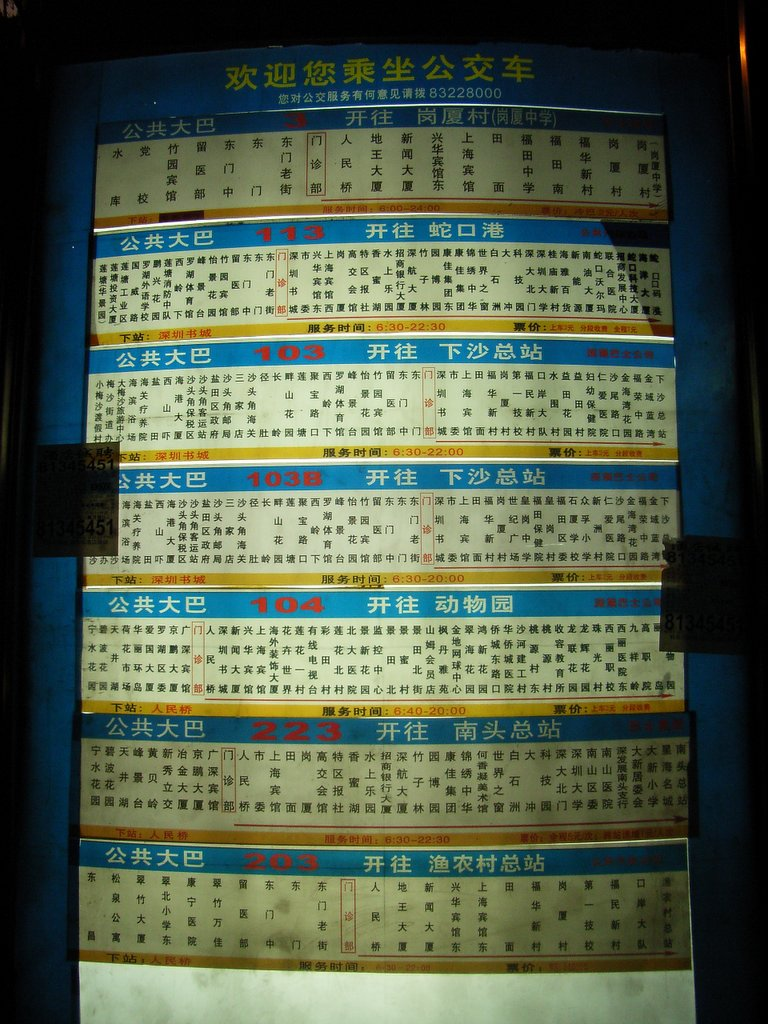
當地的公車路線

东门实际原指深圳墟的东门，原位置位于今解放路和东门中路的交叉处。深圳墟另有三个门：西门大致在解放路和广深铁路交叉点东侧100米的位置，南门在今天的深南大道上，北门则位于在深圳中学和财经学校南边的沼泽地。因四个门中，东门附近的商铺最多，最为繁华，长久以来便以东门代称深圳墟。
東門早於明朝中後期，已經成為該處方圓數十里範圍的主要墟市，在歷史上也曾被稱為老街及羅湖舊城。隨著深圳經濟特區的成立，東門墟逐漸被改做成為一個現代化的購物區。

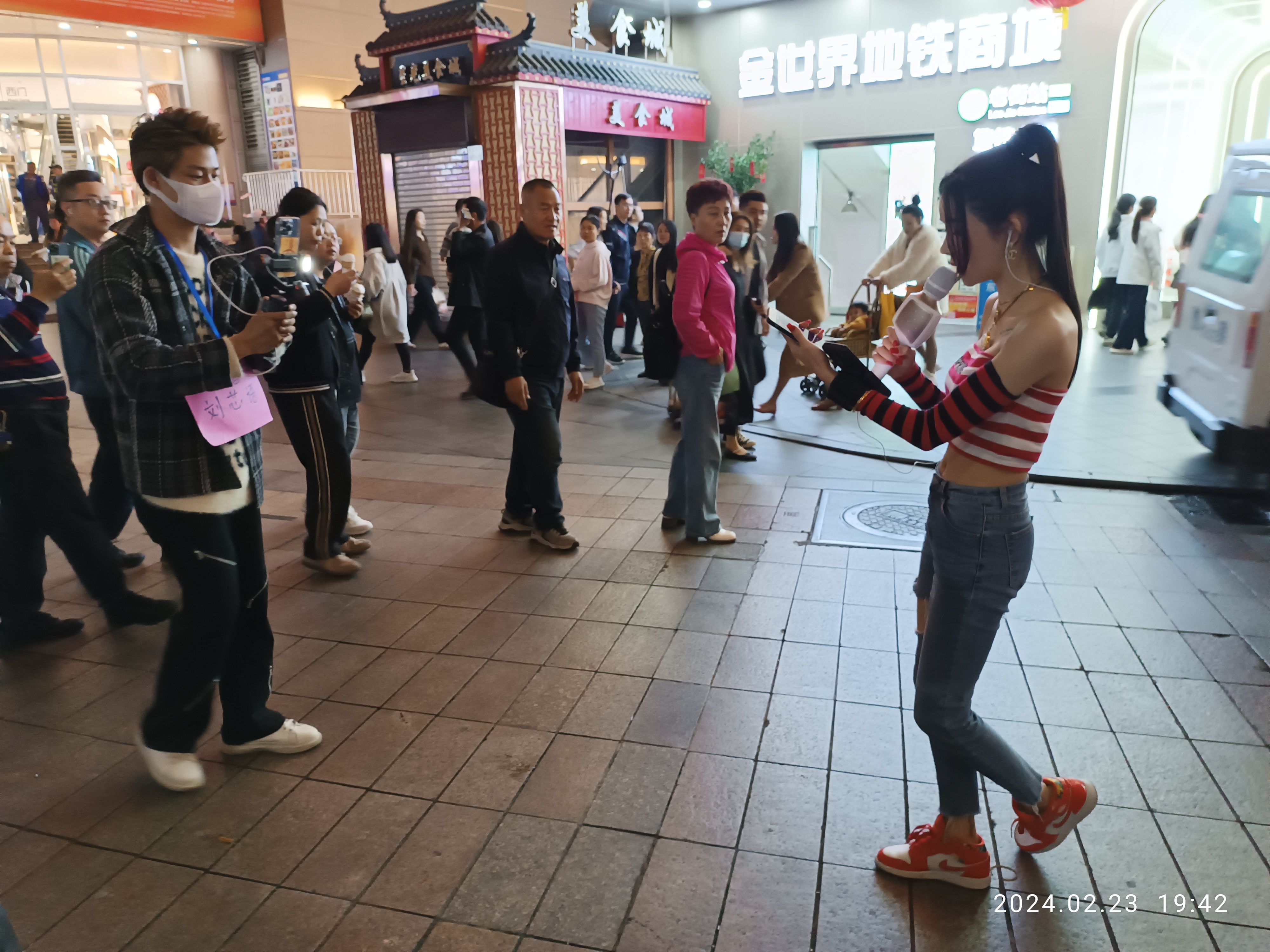
2024年2月在东门开设网络直播的直播主

2023年10月起，東門商業區成为直播主开设网络直播的聚集地，有“网红直播一条街”之称。2024年1月起，为加强管理，所有直播主在东门开设直播需在“东门步行街直播报备平台”小程序预约户外直播场地，预约后到指定地点领取工作证件。东门步行街的文化广场和西广场被划定为固定的直播区域。

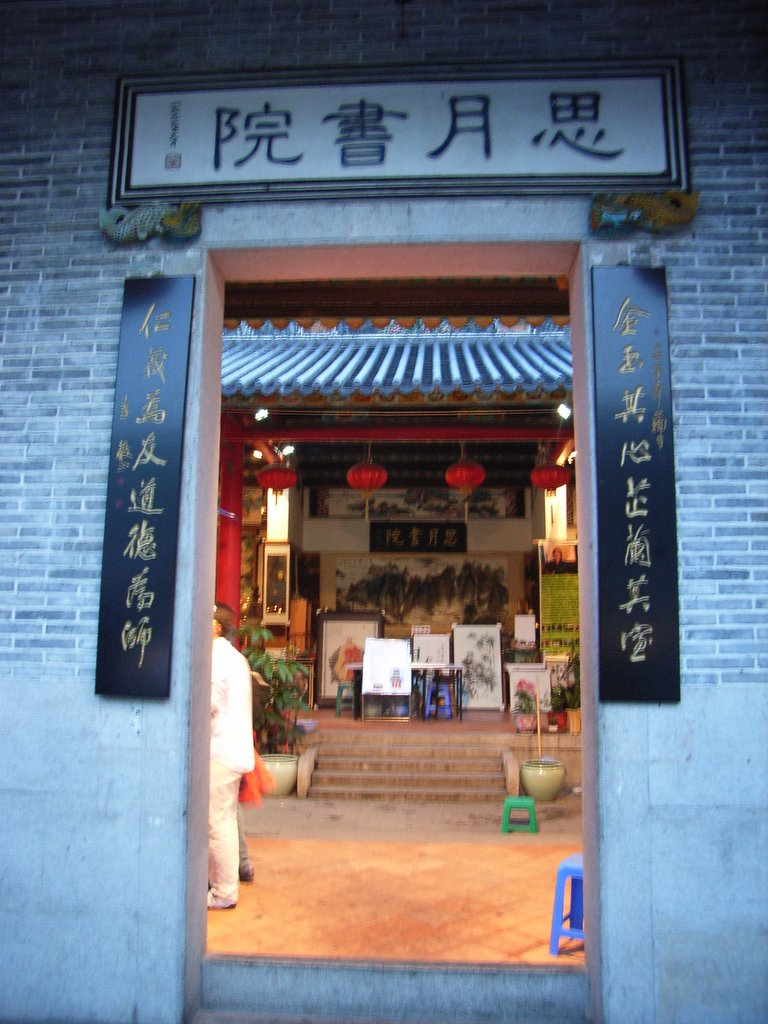
東門老街的思月書院
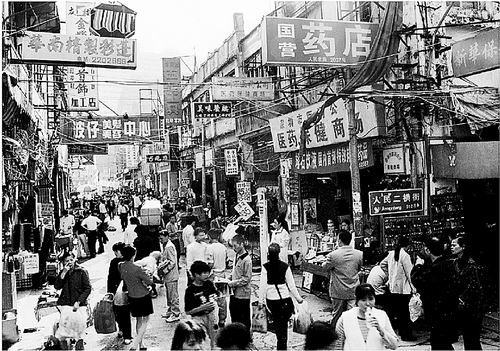
80年代早期的东门
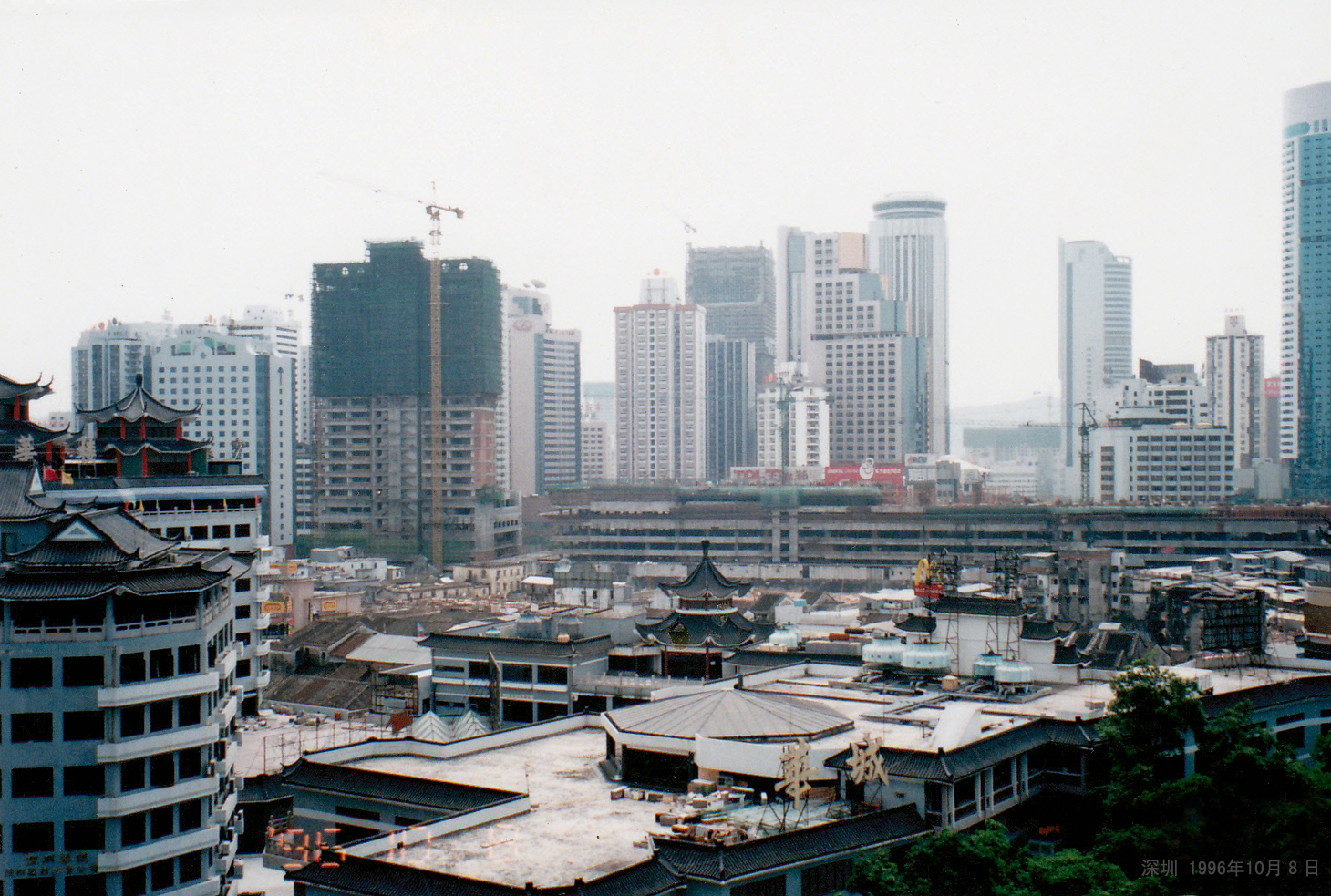
96年的东门
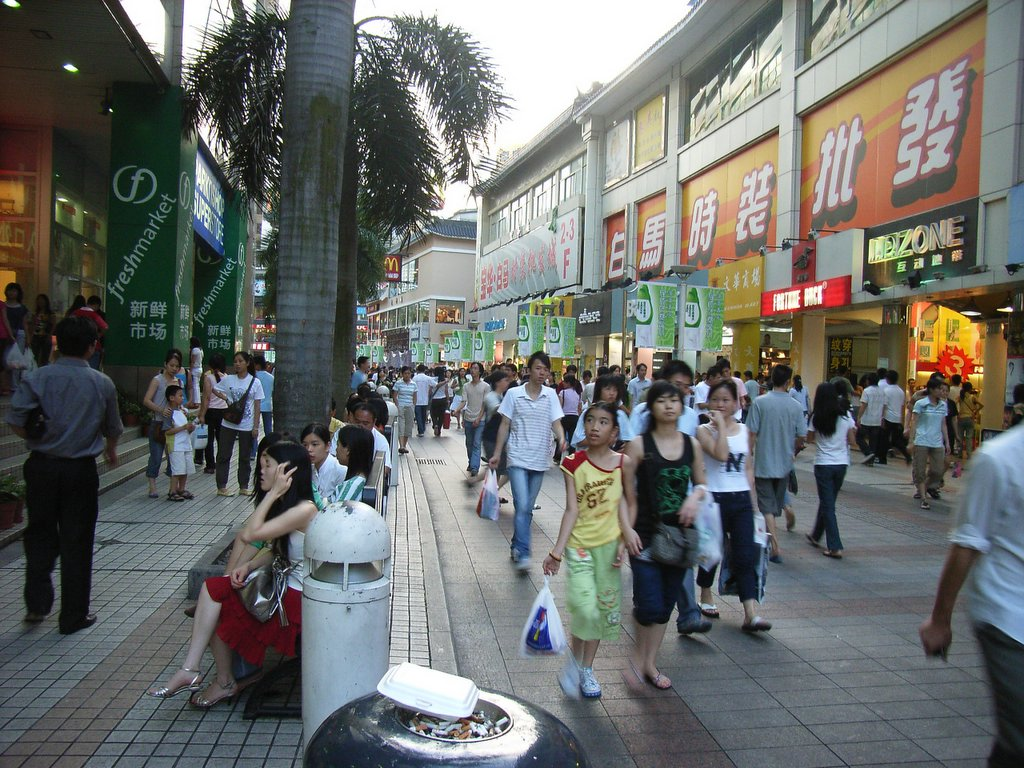
東門步行街
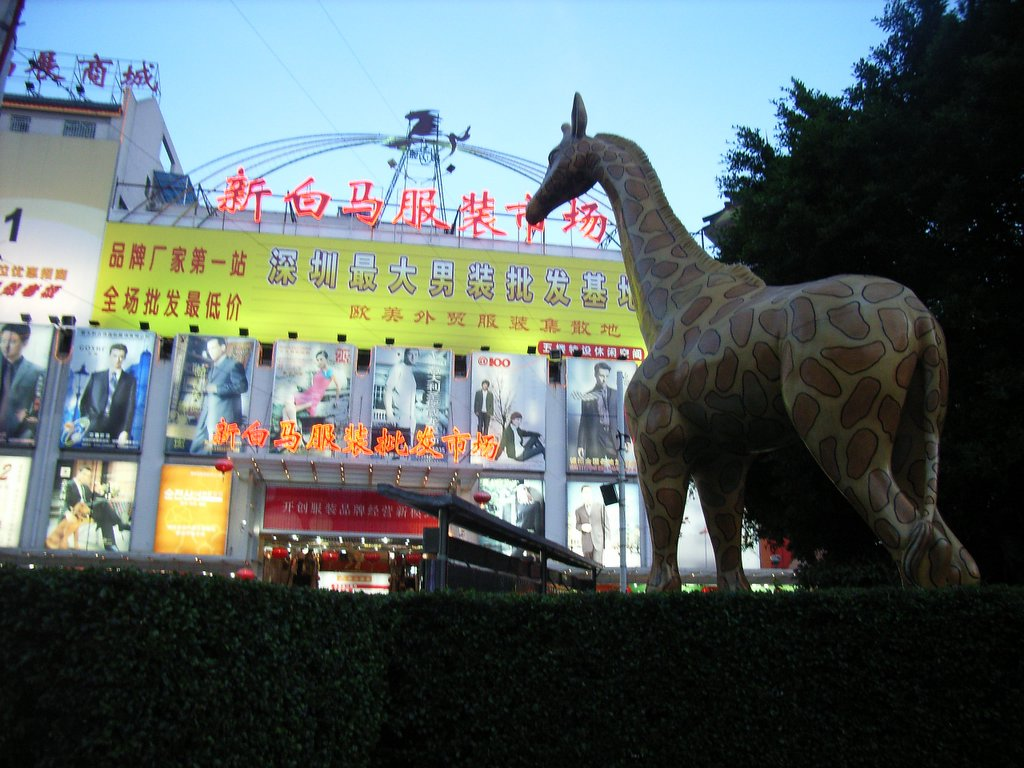
東門的商場之一角

- 老街地圖
- 當地的公車路線

## 外部参考
1. ↑  . 深圳新闻网. 2007-04-22  [2007-04-23]. （原始内容存档于2007-09-29）.
2. ↑  . TripAdvisor.   [2018-02-13]. （原始内容存档于2019-06-09）.
3. ↑  . TripAdvisor.   [2018-02-13]. （原始内容存档于2019-06-03）.
4. ↑  . 香港: 萬里地圖製作中心. 2012-01-01: 178. ISBN 978-962-14-4694-7.
5. ↑  . 深圳商报 (深圳: 深圳报业集团). 2005-05-21  [2008-12-27]. （原始内容存档于2015-06-04）.
6. ↑  孙勇. . 证券时报网. 2024-04-23  [2024-05-15]. （原始内容存档于2024-05-19）.
7. ↑  赵新明; 何涛. . 深圳特区报. 2024-01-25  [2024-05-15]. （原始内容存档于2024-05-15）.

- 東門步行街
- 思月書院始建於清康熙年間南慶街22號，「張氏宗祠」是張氏第十三世祖張思月的名字，1996年遷移到此